# Бельфор
Бельфо́р (фр. Belfort, французский: [bɛlfɔʁ] (слушать)о файле) — город на востоке Франции, административный центр Территории Бельфор.

### Население
| 2015   | 2016    | 2017    | 2018    | 2019    | 2020    | 2021    | 2022    |
| ------ | ------- | ------- | ------- | ------- | ------- | ------- | ------- |
| 49 519 | ↗49 926 | ↘47 656 | ↘46 954 | ↘46 443 | ↘45 458 | ↘45 155 | ↗45 646 |

## История
Транспортный узел у горного прохода между Вогезами и Юрой («Бургундские ворота»). В прошлом Бельфор — крепость, выдержавшая ряд осад (1814, 1815, 1870—1871), просуществовала вплоть до Первой мировой войны. Поблизости от Бельфора — знаменитая церковь Нотр-Дам-дю-О.

### Оборона Бельфора
Наиболее известное историческое событие, связанное с городом — его героическая оборона во время франко-прусской войны 1870—1871 года. В течение 103 дней с ноября 1870 года по январь 1871 года гарнизон крепости под командованием полковника Данфер-Рошро выдерживал осаду германских войск, сопровождаемую артиллерийскими обстрелами. Город так и не сдался неприятелю. Однако в 1871 году начались переговоры о мире; одним из непременных условий немцев была предварительная сдача Бельфора. По указанию французского правительства была заключена капитуляция на почётных условиях: весь гарнизон удалился с сохранением оружия и оказанием воинских почестей. Тем не менее, по условиям заключённого вскоре мира Бельфор остался в составе Франции.
В честь героических защитников города перед цитаделью был установлен грандиозный памятник — «Бельфорский лев» работы Бартольди.

## Фестиваль
Ежегодно в Бельфоре проводится международный фестиваль университетской музыки Festival International de Musique Universitaire (FIMU). В мае из разных стран в город съезжаются до 2500 исполнителей, в основном студентов. Фестиваль длится три дня. Все концерты и представления бесплатны, они устраиваются на 14 сценах в закрытых помещениях, под открытым небом и просто на улице.

## Города-побратимы
- Бад-Лобенштайн, Германия
- Делемон, Швейцария
- Запорожье, Украина (6 июля 1967)
- Леонберг, Германия
- Скикда, Алжир
- Стаффорд, Великобритания (июль 1999)[11]
- Стаффорд, Великобритания (июль 1999)

## Уроженцы
- Густав Барди — общественный деятель, богослов, патролог.
- Жюль Брюне — французский военачальник.
- Мишель Годар — джазовый тубист, бас-гитарист и композитор.
- Франсуа Жозеф Гейм — художник.
- Жерар Гризе — композитор.
- Франсуа-Оскар де Негрие — французский военачальник, генерал.
- Донасьен Лоран — французский этнограф, фольклорист, музыковед, лингвист.
- Этьенн Маттлер — французский футболист.
- Тахар Рахим — французский актёр.
- Жан-Пьер Шевенман — французский левый политик.
- Оливье Шонфельдер — чемпион мира по фигурному катанию.